# Cerbaris implicatus
Cerbaris implicatus är en svampdjursart som först beskrevs av Gustavo Pulitzer-Finali 1983.  Cerbaris implicatus ingår i släktet Cerbaris och familjen Bubaridae. Inga underarter finns listade i Catalogue of Life.